# ブリウド
ブリウド （フランス語:Brioude、オック語:Briude）は、フランス、オーヴェルニュ＝ローヌ＝アルプ地域圏、オート＝ロワール県のコミューン。

## 地理
県北部に位置するブリウドは、オーヴェルニュ地方の小さな高原、リマーニュ（fr）に接している。古い名をBrivaといい、これは橋を意味していた。

## 歴史

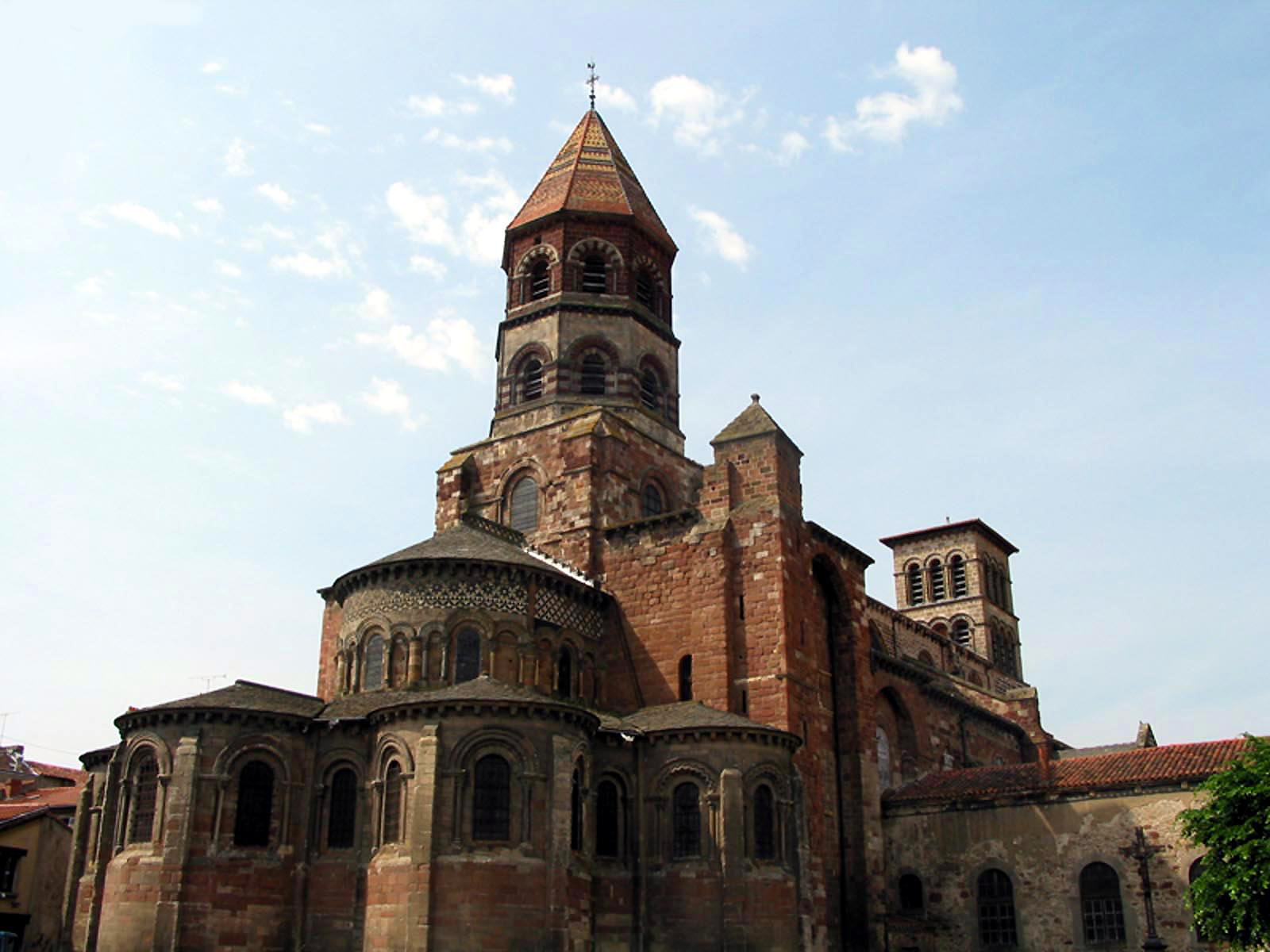
サン＝ジュリアン聖堂

コミューン南部から出土した陶器の破片から名前が確認されており、ラ・テーヌ文化の時期からブリウドに人が定住していた。
最盛期のブリウドの名を知らしめたのは聖ユリアヌス信仰の出現である。ブリウデで生まれローマ兵士となったユリアヌス（フランス語名Julien）はキリスト教に改宗し、ディオクレティアヌス帝時代の迫害で殉教した。トゥールのグレゴリウスはその著作でユリアヌスについてふれている。オーヴェルニュ出身で西ローマ皇帝になったエパルクス・アウィトゥス（fr）は、殉教者ユリアヌスの墓の近くに埋葬されたという。
475年以降、オーヴェルニュを支配していた西ゴート王エウリックは、聖ユリアヌスのバシリカを拡張するため近くの古い遺跡を解体させた。
12世紀から建設され14世紀に完成したバシリカ、サン＝ジュリアン・ド・ブリウド聖堂は、高さが72mあり、オーヴェルニュ最大のロマネスク建築である。
クリュニー修道院の第5代院長となったオディロンは、若いころサン＝ジュリアン・ド・ブリウド聖堂で学んだ。
聖王ルイ時代から特に、王の権威は徐々に町そのものに移行し、アンシャン・レジーム期の終わりまでブリウド伯爵の称号を持つ聖職者が自治体のいかなる試みにも反対する体系ができあがった。
ブリウドには郡裁判所があったが、ダティ法相時代に廃止された。

## 経済
農業（穀物生産、ウシの飼育）、食品加工、木材加工、観光（フライフィッシングが知られる）が盛ん。オーヴェルニュで生産されるヒマワリの約12%がブリウド周囲で栽培される。

## 交通
- 道路 - A75がコミューンの西10マイルを通過する
- 鉄道 - TERセヴェンヌ線

## 出身者
- ロマン・バルデ - 自転車競技選手

## 姉妹都市
- ラウフェン、ドイツ
- カーディガン (ウェールズ)、ウェールズ
- スッザーラ、イタリア
- ゴンザーガ、イタリア
- モレイラ、ポルトガル